# Сумуста-эль-Вакф
Сумуста-эль-Вакф (араб. سمسطا‎) — город в центральной части Египта, расположенный на территории мухафазы Бени-Суэйф.

## Географическое положение
Город находится в центральной части мухафазы, к востоку от канала Бахар-Юсуф, к западу от реки Нил, на расстоянии приблизительно 26 километров к юго-западу от Бени-Суэйфа, административного центра провинции. Абсолютная высота — 37 метров над уровнем моря.

## Демография
По данным переписи 2006 года численность населения Сумуста-эль-Вакфа составляла 37 965 человек.
Динамика численности населения города по годам:
| 1996   | 2006   | 2018   |
| ------ | ------ | ------ |
| 30 714 | 37 965 | 58 601 |

## Транспорт
Ближайший гражданский аэропорт — Международный аэропорт Каира.